# 미력면
미력면(彌力面)은 대한민국 전라남도 보성군의 면이다.

## 행정 구역
- 덕림리(德林里)
- 도개리(道開里)
- 미력리(彌力里)
- 반룡리(盤龍里)
- 용정리(龍亭里)
- 초당리(草堂里)
- 화방리(華榜里)